# Stichopogon auctus
Stichopogon auctus är en tvåvingeart som beskrevs av Mario Bezzi 1912. Stichopogon auctus ingår i släktet Stichopogon och familjen rovflugor. Inga underarter finns listade i Catalogue of Life.